# جاك إيفانز (سياسي)
جاك إيفانز (بالإنجليزية: Jack Evans)‏ هو سياسي أمريكي، ولد في 31 أكتوبر 1953 في نانتيكوك في الولايات المتحدة. حزبياً، نشط في الحزب الديمقراطي.